# フォルクスワーゲン・K70
フォルクスワーゲン・K70はNSUによって開発され、フォルクスワーゲン（以下、VW）によって1970年から1974年まで生産・販売された乗用車で、VWの乗用車としては初めて水冷フロントエンジンレイアウトが採用された。

## 歴史
K70は元々、NSUがロータリーエンジン搭載の高級車・Ro80（1967年登場）のレシプロエンジン版として計画したもので、K70のKはドイツ語の“Kolben”（ピストン）、70は当初計画された最高出力70PSの意味である。スタイリングはRo80に準じているが、やや角ばった意匠に変更されている。
1969年、K70がNSUによってまさに発表されようとした時、同社はVWに買収され、1964年にVW傘下に入っていたアウディと統合されることになった。VWは当時、前年にデビューしたが不評であったVW411（タイプ4）を補完するファミリーサルーンを緊急に必要としていたため、モダンなスタイリングと現代的なFWDレイアウトを持つNSU・K70を、あまりにも強すぎるタイプ1（ビートル）のイメージから脱却する戦略のひとつとして、VWブランドで生産化することを決定した。
1970年7月に発売されたK70は、スクエアなスタイリングによる良好な居住性、広い視界、遥かにパワフルなRo80と同一のサスペンションを持つ、当時の水準を越える車に仕上がっていた。水冷直列4気筒エンジンは当初1,605ccのみで、75PS/5,200rpmと90PS/5,200rpmの2種類のチューンがあり、前者はノーマルの「K70」に、後者はデラックス版の「K70L」に搭載された。
1972年モデルにはヘッドライトが角型2灯式から丸型4灯式に変更され、翌1973年8月には1,807ccで100PSの「K70S」も追加された。
しかし、ロータリーエンジンの信頼性不足で商業的に失敗作となったRo80の兄弟車というマイナスイメージもあって販売は伸び悩み、1975年にパサートを後継として生産を終了した。5年間の生産台数は210,082台。
日本には当時の輸入代理店であったヤナセを通じ、1972年から1973年にかけて輸入された。

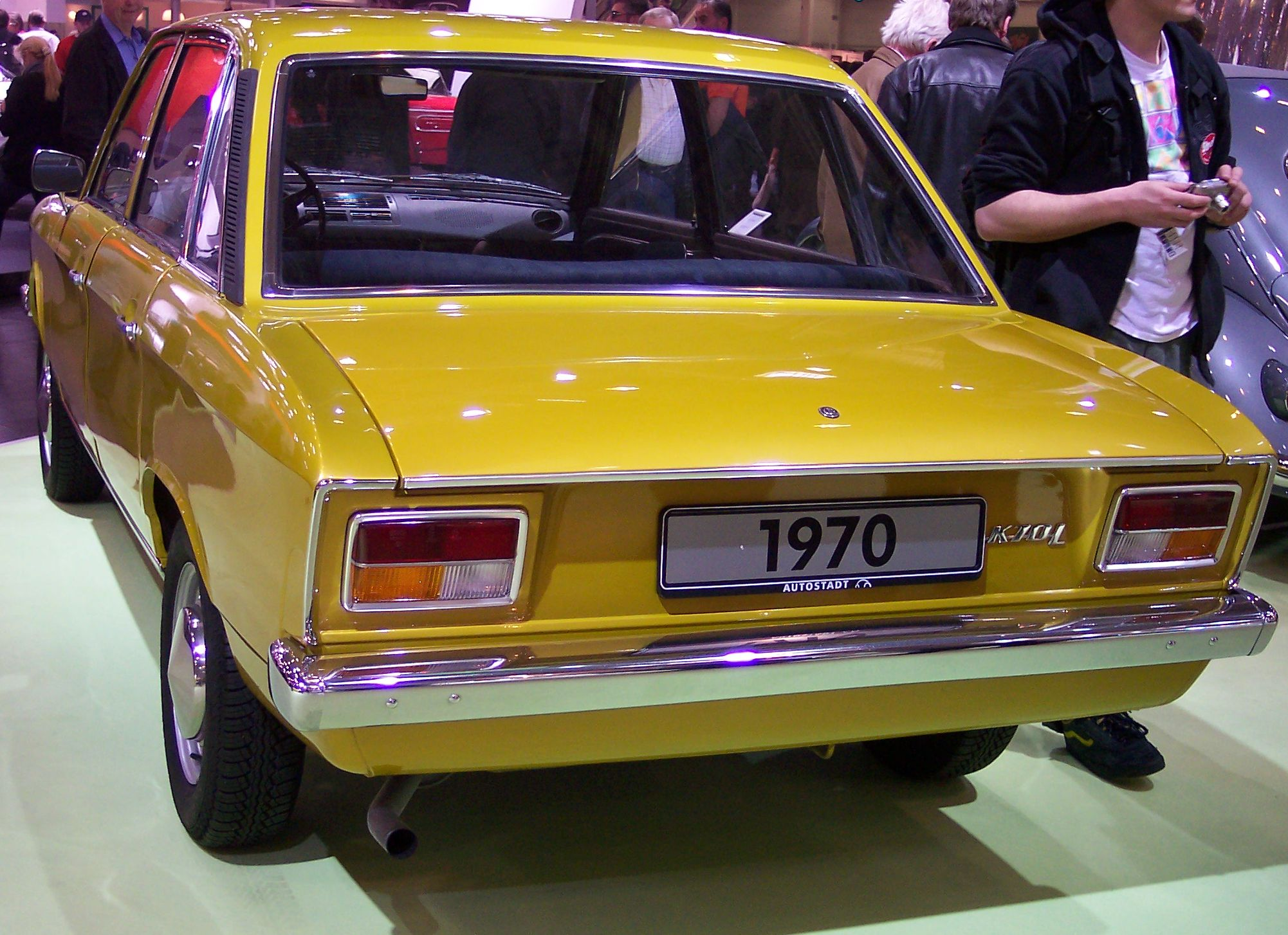
リアビュー
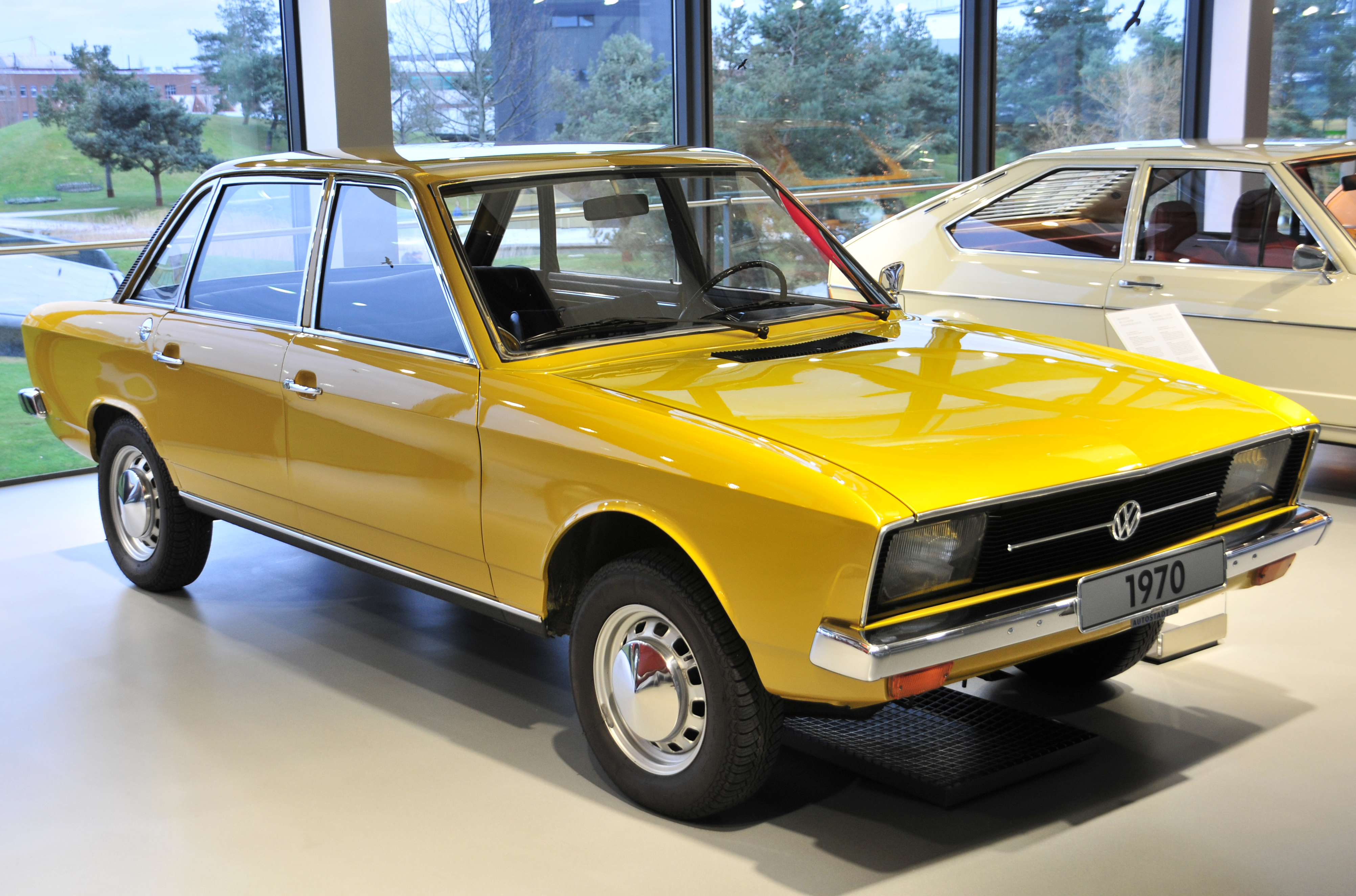
K70L